# Avon (Indiana)
Avon – miasto w Stanach Zjednoczonych, w stanie Indiana, w hrabstwie Hendricks.